# Mbéni
Mbéni je maleni gradić na otoku Grande Comore na Komorima. To je 18. grad po veličini na Komorima i 4. na Grande Comoreu.